# 화양초등학교 (경북)
화양초등학교는 대한민국 경상북도 청도군에 있는 초등학교다.

## 학교 연혁
- 1945. 05. 17 도주공립국민학교로 개교
- 1970. 12. 10 화양국민학교 유등분교 개교(2학급)
- 1982. 03. 08 화양국민학교 병설유치원 개교(1학급)
- 1986. 03. 01 특수학급 설치(1학급)
- 1994. 03. 01 유등국민학교 폐교로 통합
- 1996. 03. 01 화양초등학교로 교명 변경
- 2007. 03. 01 경상북도교육청 지정 과학교육 시범교육청 선도학교
- 2007. 03. 01 경상북도교육청 지정 교원능력개발평가 선도학교
- 2014. 09. 01 제28대 이영철 교장 부임
- 2015. 02. 16 제66회 졸업(총 졸업생수 5,201명)
- 2017.02. 18  이강훈 졸업